# 唐興仁
唐興仁（1549年—？），字德甫，號元宇，湖廣寶慶府邵陽縣人，民籍，明朝政治人物。同進士出身。

## 生平
萬曆元年（1573年）癸酉科湖廣鄉試第六十八名，萬曆十四年（1586年）丙戌科會試二百九十六名，登三甲第六十九名。兵部观政，授浙江龙游县知县。十七年調任廣州府新安县，本年丁憂。十九年復除宝丰县知县，二十二年改赣州府儒學教授。

## 家族
曾祖唐隆，曾任壽官；祖父唐汝政；父唐福貴。母鄧氏。严侍下。弟興讓、興賢，俱庠生。